# Hot in the Shade
Hot in the Shade е петнадесети студиен албум на американската рок група Kiss. Издаден е на 17 октомври 1989 г. от Mercury Records.

## Обща информация
„Hot in the Shade“ съдържа най-много песни дотогава от всеки студиен албум на Kiss, със своите 15. Албумът е един от най-дългите за групата, с продължителност от близо час (58:39). Джийн Симънс и Пол Стенли се появяват в костюми Kiss за пръв път след 1983 г. за видеото на „Rise to It“. Макар че сцената със Симънс и Стенли се състои през 1975 г., костюмите, които използват са исторически неточни. Симънс е от „Unmasked“ (1980), а Стенли е от „Love Gun“ (1977). Албумът показва по-тежък рок звук след клавирния поп рок в „Crazy Nights“.
Томи Тайър, който е съавтор на „Betrayed“ и „The Street Giveth And The Street Taketh Away“, става постоянен китарист на Kiss едва през 2002 г., заменяйки Ейс Фрели като „Космическият човек“. От 15 песни на албума само 5 са изпълнени на живо. „Forever“, съавтор на която е Майкъл Болтън, е поп хит и се превръща в постоянна част от сетлиста на живо, но нищо друго от албума не е свирено след турнето през 1990 г.
„Hot in the Shade“ е сертифициран като златен на 20 декември 1989 г. Оттогава са продадени над 800 000 копия. „Forever“ достига 8-о място в Billboard, което е най-големият успех след „Beth“, 13 години по-рано.

## Състав
- Пол Стенли – вокали, ритъм китара, акустична китара във „Forever“
- Брус Кулик – соло китара, беквокали
- Джийн Симънс – бас, вокали
- Ерик Кар – барабани, беквокали, вокали и бас в „Little Caesar“

### Допълнителен персонал
- Томи Тайър – акустична и електрическа китара в „Betrayed“ и „The Street Giveth and the Street Taketh Away“
- Фил Ашли – клавири в „Hide Your Heart“ и „Forever“
- Шарлът Кросли, Валъри Пинкстън, Ким Едуърдс-Браун – беквокали в „Silver Spoon“

## Песни
| 1.    | Rise to It                                   | 4:08 |
| 2.    | Betrayed                                     | 3:38 |
| 3.    | Hide Your Heart                              | 4:25 |
| 4.    | Prisoner of Love                             | 3:52 |
| 5.    | Read My Body                                 | 3:50 |
| 6.    | Love's a Slap in the Face                    | 4:04 |
| 7.    | Forever                                      | 3:52 |
| 8.    | Silver Spoon                                 | 4:38 |
| 9.    | Cadillac Dreams                              | 3:44 |
| 10.   | King of Hearts                               | 4:26 |
| 11.   | The Street Giveth and the Street Taketh Away | 3:34 |
| 12.   | You Love Me to Hate You                      | 4:00 |
| 13.   | Somewhere Between Heaven and Hell            | 3:52 |
| 14.   | Little Caesar                                | 3:12 |
| 15.   | Boomerang                                    | 3:30 |
| 58:39 |                                              |      |

## Позиции в класациите
Албум
| Класация (1989)      | Най-добра позиция |
| -------------------- | ----------------- |
| Австралия            | 36                |
| Канада               | 46                |
| ЕС                   | 84                |
| Германия             | 46                |
| Япония               | 48                |
| Норвегия             | 8                 |
| Швеция               | 29                |
| Швейцария            | 23                |
| Великобритания       | 35                |
| Billboard Pop Albums | 29                |

| Сингъл            | Класация (1989)        | Позиция |
| ----------------- | ---------------------- | ------- |
| „Hide Your Heart“ | Mainstream Rock Tracks | 22      |
| „Hide Your Heart“ | Billboard Hot 100      | 66      |
| Сингъл            | Класация (1990)        | Позиция |
| „Forever“         | Mainstream Rock Tracks | 17      |
| „Forever“         | Billboard Hot 100      | 8       |
| „Rise To It“      | Mainstream Rock Tracks | 40      |
| „Rise To It“      | Billboard Hot 100      | 81      |